# Критяне (пьеса)
«Критяне» (др.-греч. Κρἡτες) — трагедия древнегреческого драматурга Еврипида (V век до н. э.), сюжет которой связан с мифами Крита. Текст пьесы утрачен за исключением отдельных небольших фрагментов. Возможно, содержание «Критян» пересказывает в одной из своих фабул Псевдо-Гигин.
В пьесе речь шла о жене критского царя Миноса Пасифае. Афродита, несколько лет не получавшая от царицы жертвоприношений, внушила ей страсть к быку. Пасифая утолила эту страсть с помощью хитроумного устройства, придуманного Дедалом, и родила от быка сына — чудовище по имени Минотавр. Минос, узнав об этом, отправил Дедала в тюрьму.
Трагедия Еврипида является древнейшим из известных науке литературных памятников, рассказывавших о Пасифае и быке, хотя сюжет явно существовал и раньше. По-видимому, Еврипид снабдил этот сюжет яркими деталями в своём стиле: в частности, именно в его изложении могло впервые появиться устройство в виде коровы, которое Пасифая использовала, чтобы отдаться быку. О деталях действия исследователям остаётся только строить предположения. Они опираются в том числе на этрусские рельефы, по-видимому, иллюстрирующие отдельные сцены трагедии.